# Stollenbau
Als Stollenbau bezeichnet man im Bergbau eine Form des Untertagebaus, der bei Lagerstätten, die (z. B. in gebirgigen Gegenden) oberhalb einer Talsohle anstehen, angewendet wird. Beim Stollenbau erfolgt der Abbau der Lagerstätte, indem von der Geländeoberfläche aus mehr oder weniger waagerechte Hohlräume, die Stollen, in das Gestein getrieben werden, in der Regel wird also nur in oder über der Stollensohle abgebaut. Der Stollenbau ist die älteste Art des Untertagebaus.

## Anwendung
Angewendet wurde der Stollenbau bereits sehr früh im Harzer- und im Freiberger Bergrevier. Hier war bereits im 12. Jahrhundert in den Bergrechten geregelt, wie beim Stollenbau zu verfahren ist. Im Ruhrbergbau wurde zunächst kein Stollenbau betrieben, sondern die Kohle wurde durch Graben von Pingen abgebaut. Anschließend baute man die Kohlen mittels Akeldruftbau, einem Vorläufer des echten Stollenbaus, ab. Der Stollenbau wurde im Ruhrrevier erst ab dem 17. Jahrhundert angewendet. Gegen Ende des 19. Jahrhunderts ging man im Ruhrrevier vom Stollenbau zum Tiefbau über. Bereits in den 1950er Jahren wurde der Stollenbau in Deutschland kaum noch angewendet. Dies lag hauptsächlich daran, dass in den älteren Bergbaugebieten fast überall die Talsohle erreicht worden war. In Mitteleuropa wird Stollenbau nur noch in geringem Umfang betrieben, da die Lagerstätten, die für den Stollenbergbau geeignet sind, weitestgehend ausgebeutet sind. In einigen Bergwerken werden noch Ton, Gips und Dachschiefer im Stollenbau abgebaut. Weltweit ist der Stollenbau auch heute noch verbreitet. In den Bergbaurevieren der sogenannten Neuen Welt wird er heute noch häufig angewendet. Auch in den Vereinigten Staaten von Amerika stammt etwa ein Drittel der Kohlenproduktion aus Stollenbetrieben.

## Auffahrung und Betrieb

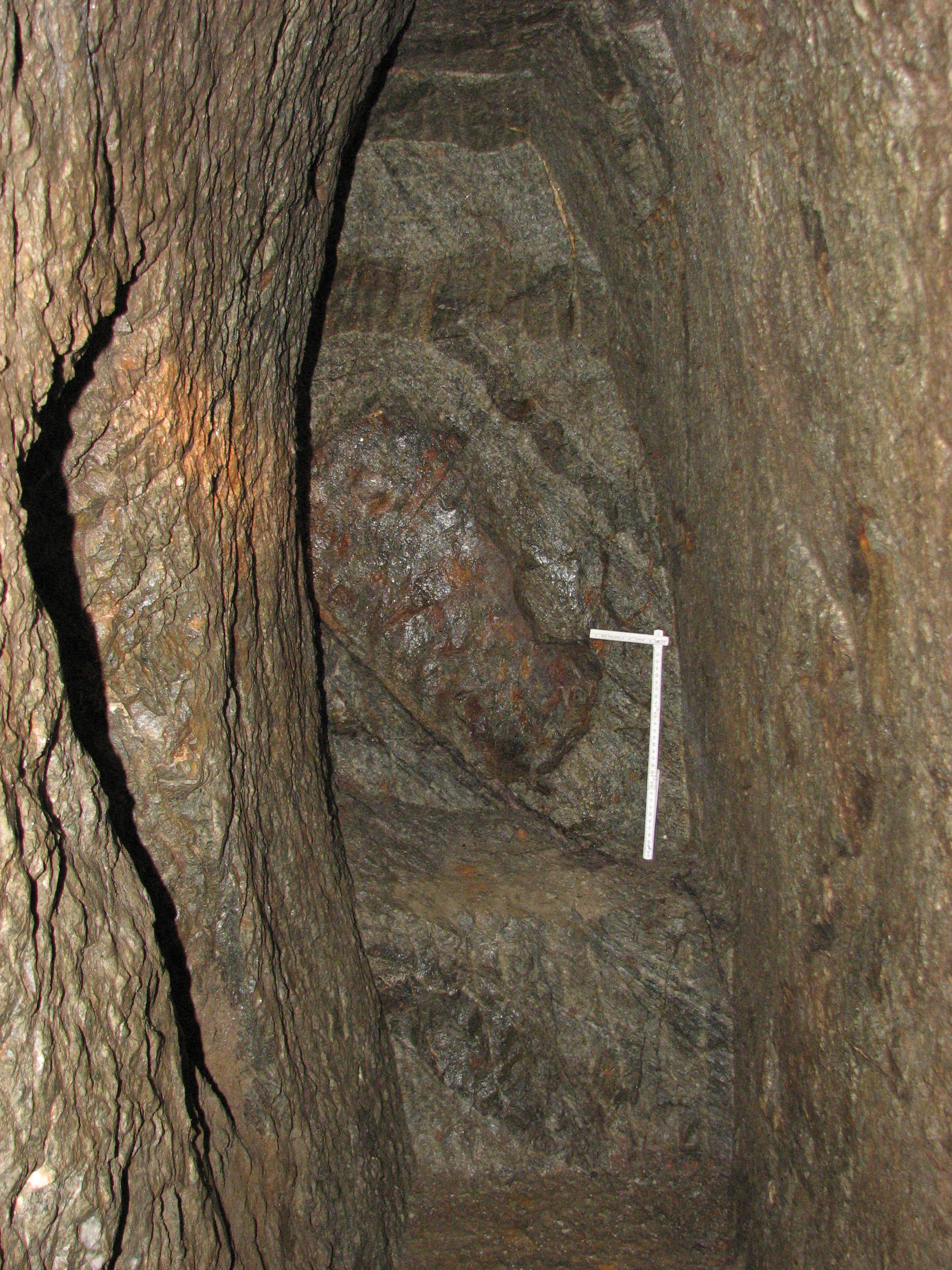
Ortsbrust (Stelle des Vortriebs) eines Stollens mit typischer Treppung, Schlägel und Eisen, 16. Jahrhundert

Zweck des Stollenbaus ist der Abbau der Lagerstätteninhalte mittels bergmännischer Arbeit. Hierbei wird die Lagerstätte durch den Vortrieb eines oder mehrerer Stollen aufgeschlossen und abgebaut. Bei der Auffahrung von Stollenanlagen sind der Ansatzpunkt, die Richtung, die Größe und das Ansteigen des Stollens zu beachten. Begonnen wird der Stollenbau mit dem Bau des Stollenmundloches. Ausgehend von diesem Ansatzpunkt wird die Lagerstätte ausgerichtet. Dabei werden Stollen, die durch taubes Gestein getrieben werden, immer geradlinig aufgefahren. Die Richtung der aufzufahrenden Stollen wird ansonsten durch die Lage der abzubauenden Grubenfelder bestimmt. Einen Einfluss auf die Richtung der Stollen haben auch vorhandene Sättel und Mulden. Die Größe des Stollens wird von seiner Aufgabe bestimmt. So wurden im 16. Jahrhundert kleine Stollen aufgefahren, die 0,8 Meter hoch und 0,4 Meter breit waren. Förderstollen benötigen einen größeren Querschnitt. Für Förderstollen, die der Kahnförderung dienen, werden breite Stollen, bei Stollen, in denen Wagenförderung stattfindet, werden hohe Stollen angelegt. Das Ansteigen des Stollens ist ebenfalls abhängig von seiner Verwendung. Um beim Stollenbau schneller an die nutzbaren Mineralien zu kommen, werden längere Stollen mit Gegenort aufgefahren. Hierfür werden dann zunächst Lichtlöcher abgeteuft, die auch gleichzeitig der Bewetterung der Stollenanlage dienen.
Die Auffahrung beim Stollenbau, die sogenannte Stollenarbeit, erfolgte im frühen Bergbau mittels Schlägel und Eisen. Diese Art des Vortriebs konnte in festem Gestein bei genügender Holzverfügbarkeit durch Feuersetzen stark beschleunigt werden. Die Bohr- und Schießarbeit mit Sprengstoffen löste ab dem 17. Jahrhundert die älteren Methoden ab. Im heutigen Stollenbau werden moderne Baumaschinen und Geräte eingesetzt. Damit die Lagerstätte abgebaut werden kann, werden von den Hauptstollen aus mehrere Flügelörter aufgefahren. Als Abbauverfahren wird beim Stollenbau häufig der Pfeilerbau angewendet. Beim Salzbergbau im Haselgebirge wird als Abbauverfahren der Sinkwerksbau angewendet. Die Lagerstätte kann über das Niveau eines Stollens nur begrenzt abgebaut werden. Sobald die Lagerstätteninhalte in diesem Niveau abgebaut sind, muss ein tieferer Stollen aufgefahren werden. Dies geschieht meistens schon während des Abbaus im Niveau des Oberstollens. Die einzelnen Stollen werden, falls erforderlich, über Blindschächte miteinander verbunden. Durch die Anlage mehrerer übereinander liegender Stollen wird die Lagerstätte, ähnlich wie beim Tiefbau, so in einzelne Sohlen zerteilt. Die Stollenanlage kann dabei durchaus von mehreren hundert Metern Gebirge überdeckt sein. Nach unten wird der Stollenbau begrenzt durch die Talsohle.

## Besonderheiten

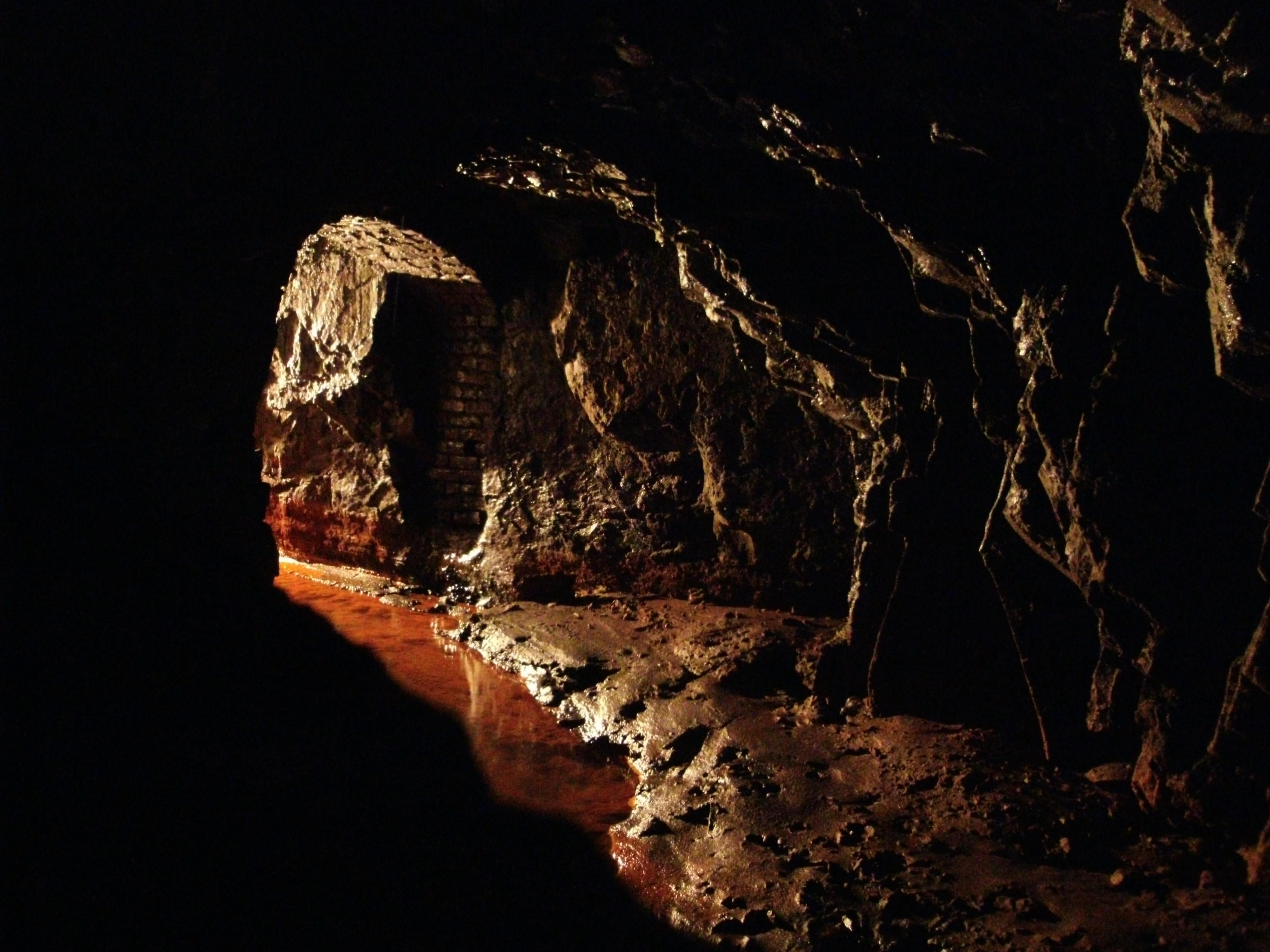
Wasserlösungsstollen

Wesentliches Merkmal dieser Art des Untertagebaus ist es, dass das gelöste Wasser anders als beim Tiefbau über einen Entwässerungsstollen frei aus der Grube abfließen kann, also nicht (hoch-)gepumpt werden muss. Damit bei etwaigem Hochwasser das Stollenwasser gut abfließen kann, werden die Stollenmundlöcher mit genügendem Haldensturz versehen. Da einige Stollen nicht dazu genutzt wurden, um das Grubenwasser aus der Grube zu leiten, sondern um die Wasserkraft für den Antrieb der Maschinen zu nutzen, mussten diese Stollen ein bestimmtes Gefälle haben. Je tiefer ein Stollen liegt, desto bedeutender ist der Höhenunterschied und somit das nutzbare Gefälle zwischen Wasserzufluss und Wasserabfluss. Die Bewetterung der Stollenanlagen kann oftmals durch natürlichen Wetterzug erfolgen. Allerdings kommt es hierbei zu bestimmten Jahreszeiten zu einer Änderung der Wetterrichtung. Um einen besseren Wetterwechsel zu erreichen, werden auch beim Stollenbau Einrichtungen zur künstlichen Bewetterung installiert.

## Grenzen und Nachteile
Da es beim Stollenbau erforderlich ist, dass der Stollen immer leicht ansteigend aufgefahren wird, kann der Stollenbau nicht mehr angewendet werden, wenn die Talsohle unterschritten werden muss. Da man mit dem Stollenbau keine nennenswerten Teufen erreichen kann, sind tiefer liegende Lagerstättenteile mittels normalem Stollenbau kaum zu erreichen. Ungünstig für den Ansatz eines Stollenmundloches wirken sich Ablagerungen aus rolligem oder lockerem Gebirge im Bereich des Ansatzpunktes des Stollenmundloches aus. Außerdem müssen beim Stollenbau spezielle Sicherheitspfeiler stehenbleiben, deren Ausmaße aufgrund des Bruchwinkels bei den unteren Stollen größer sein müssen als bei den oberen Stollen. Dies führt zu einer geringeren Ausbeute der Lagerstätte. Beim Stollenbau in Kohlenflözen wirken sich starke Wasserzuflüsse nachteilig auf den Betrieb des Wasserlösungsstollens aus. Durch das Wasser werden größere Mengen Ablagerungen mitgenommen und der Stollen kann so stark verschlammen, dass er nicht mehr oder nur mit sehr großem Wartungsaufwand aufrechterhalten werden kann. Diese Arbeit dauert oftmals mehrere Wochen und kann insbesondere bei kleineren Stollen nicht von erwachsenen Bergleuten ausgeführt werden. Im märkischen Bergrevier wurden im 16. Jahrhundert für diese Arbeiten dann Grubenjungen eingesetzt. Diese mussten dann gebückt oder kniend den Schlamm in Schlepptröge laden und die gefüllten Tröge abfördern.